# Jaclyn Linetsky
Jaclyn Michelle Linetsky, née le 8 janvier 1986 à Montréal, Québec, et morte le 8 septembre 2003 à Saint-Césaire (Canada), est une actrice canadienne. 

## Biographie
Jaclyn Linetsky est née et a grandi à Montréal et vécut dans sa banlieue à Hampstead.
Elle a interprété la voix du personnage titre dans la version anglaise de la très populaire série animée pour jeunes enfants Caillou de 2000 à 2002. Elle a également prêté sa voix à Bitzi en 2002 dans la série animée Daft Planet ainsi qu'à Meg dans la série Mega Babies. Elle fit également une apparition dans le film Kart Racer en 2003.
Elle termina sa graduation en 2003 à St. George's School of Montreal (en). Durant sa scolarité, elle se produisit dans de nombreuses pièces.
Ses parents sont Larry et Terry Linetsky et elle a un frère et une sœur ainés, Derek et Kelly.
En 2003, elle obtint le premier rôle féminin dans la télésérie 15/A, dans le monde du tennis, prévue pour être présentée sur les ondes de YTV (Youth TeleVision) en anglais, et sous le titre de Match! en français à Radio-Canada. Son personnage, Megan O'Connor, entretenait une relation amoureuse avec Sébastien Dubé, connu comme The French Prince ("Le prince français"), le personnage de la covedette de la série, Vadim Schneider.

## Accident de la circulation
Le 8 septembre 2003, alors que Jaclyn et Vadim Schneider se rendent au plateau de 15/A, leur voiture percute un camion semi-remorque. Leur chauffeur s'est endormi au volant. Vadim Schneider a été éjecté du véhicule et meurt sur le coup. Pendant son transport à l'hôpital, Jaclyn succombe à ses blessures. Ils avaient 17 ans.
Cette terrible nouvelle a été un choc tant pour les jeunes amateurs de la série que pour l'équipe de production, les jeunes acteurs étant fort appréciés. Avec l'accord des familles, il est décidé de poursuivre la production en intégrant dans l'histoire la disparition des deux personnages, et d'en faire « une célébration de la vie autant qu'un hommage à la mémoire de ces deux attachants comédiens. ».
Deux fondations ont été créées en leur nom pour amasser des fonds pour des œuvres caritatives: The Jaclyn Linetsky Memorial Fund - Fondation Pour les enfants seulement et Fonds Vadim Schneider - Fonds de développement du Collège Jean-de-Brébeuf.

## Filmographie

### Cinéma
- 2003 : Kart Racer : L'amie de Kate

### Télévision

#### Séries télévisées
- 1998 : Kit & Kaboodle : Kit (Voix)
- 1999 : The Kids from Room 402 : (Voix)
- 2000 : Mega Babies : Meg (Voix)
- 2000-2003 : Caillou : Caillou
- 2001 : Sagwa, the Chinese Siamese Cat : (Voix)
- 2001 : What's with Andy? : Lori (Voix)
- 2002-2003 : Daft Planet : Bitzi (Voix)
- 2003 : 15/A (15/Love) : Megan O'Connor